# Гримм, Герман Германович
Герман Германович Гримм (29 июня (12 июля) 1905, Санкт-Петербург — 18 октября 1959, Ленинград) — архитектор, историк архитектуры, педагог. Доктор архитектуры, профессор Академии художеств. Исследователь русского зодчества классицизма, сформировавший в послевоенные годы ленинградско-петербургскую школу изучения архитектуры. Среди его учеников Ю. М. Денисов, А. Ф. Крашенинников, М. Ф. Коршунова и др.

## Биография

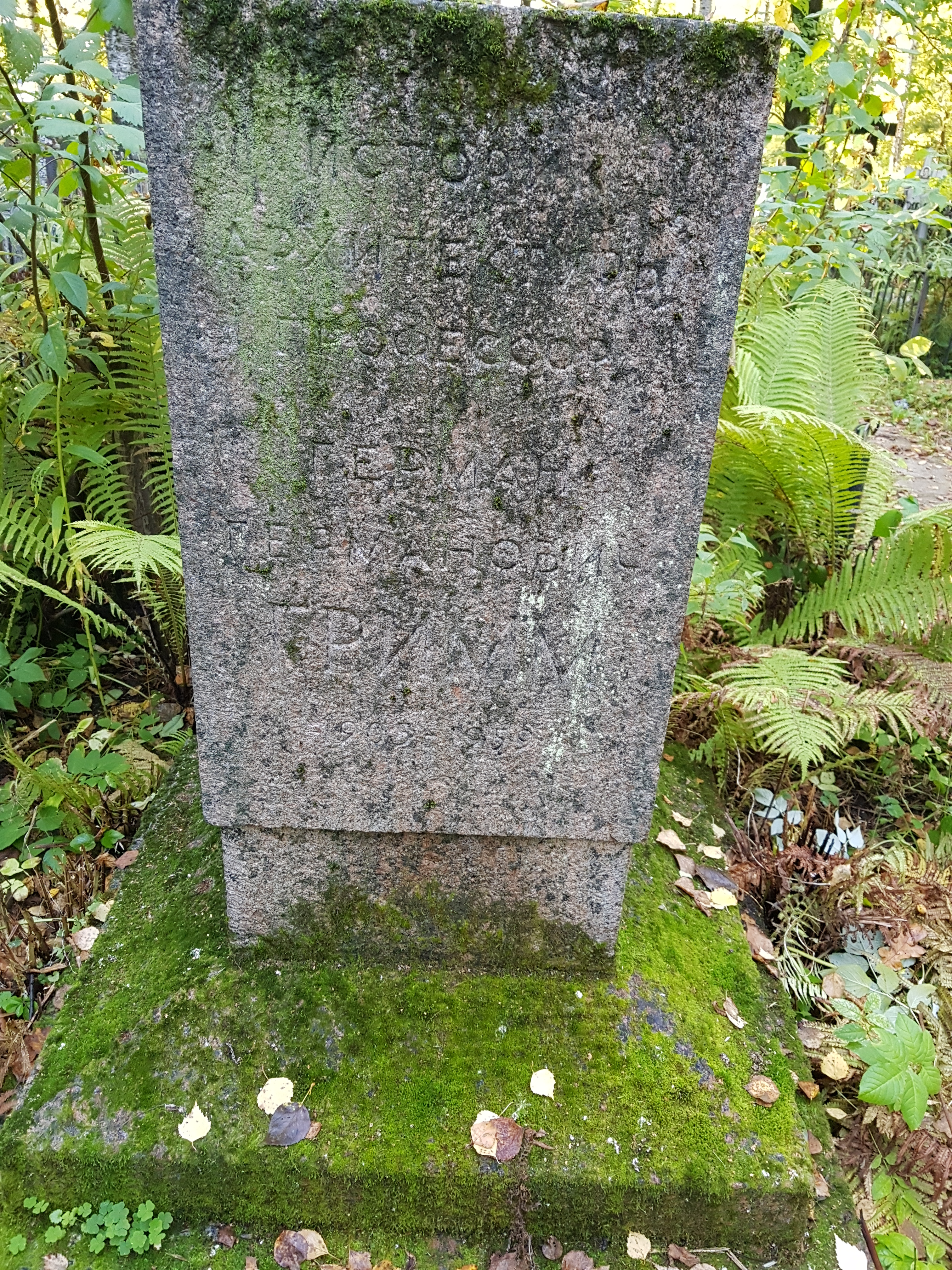
Серафимовское кладбище в Санкт-Петербурге

- Родился в семье архитектора Г. Д. Гримма.
- Учился в гимназии Карла Мая[1].
- В 1928 году окончил Ленинградский институт гражданских инженеров.
- С 1936 года преподавал в Институте живописи, скульптуры и архитектуры им. И. Е. Репина (ИЖСА).
- В 1940 году защитил диссертацию о творчестве архитектора А. Д. Захарова.
- Во время блокады Ленинграда оставался в городе и возглавлял работы по сбору материалов о пригородных ансамблях Пушкина и Павловска, положивших основу их послевоенной реставрации.
- Хранитель коллекции архитектурной графики Государственного Эрмитажа.
- Трагически ушёл из жизни в 1959 году. Похоронен на Серафимовском кладбище (8 уч.).

## Избранные труды
- Гримм Г. Г. А. Н. Воронихин и его проект Горного института: О влиянии французской архитектуры 1780-х гг. на русский классицизм // Архитектура Ленинграда. 1938. № 3.
- Гримм Г. Г. Творчество Андреяна Захарова // Архитектура СССР. 1939. № 12.
- Описание архитектурных материалов: Ленинград и пригороды / Гос. публ. б-ка им. М. Е. Салтыкова-Щедрина; сост. Е. П. Федосеева; под ред. Г. Г. Гримма. — Л., 1953. — 116 с.
- Гримм Г. Г. Архитектура перекрытий русского классицизма. М.: Изд-во всесоюзной академии архитектуры, 1939. — 214 с.
- Гримм Г. Г. Академия художеств — школа художников-архитекторов народов СССР // Академия художеств СССР. 200 лет. Десятая сессия (юбилейная). — М.: изд. Академии художеств СССР. — 1959. — С. 77-90.
- Гримм Г. Г. Архитектор Воронихин. Л.; М.: Госстройиздат, 1963. 170 с.
- Гримм Г. Г. Об архиве Н. Л. Бенуа / Каталог архитектурных материалов из архива Н. Л. Бенуа в собрании Гос. Публичной библиотеки им. М. Е. Салтыкова-Щедрина. Л.: ГПБ., 1965.
- Гримм Г. Г. Архитектурный класс Академии художеств в первой половине XIX века // Вопросы художественного образования. — 1973. — Вып. 7. — С. 70-83.